# Асен Азманов
Асен Тодоров Азманов е български геохимик и металург, началник на Дирекцията за природни богатства (1936 – 1946); професор по неорганична химична технология (1946); основател на Катедрата по металургия в Държавната политехника.

## Биография
Роден е в Стара Загора през 1893 година. В 1910 година завършва средното си образование в родния си град. Завършва индустриална химия през 1922 година в Дрезден, а през 1924 година защитава докторат, също в Дрезден. Дисертацията му „Върху окисляването на двувалентния хром в отсъствие на въздуха във воден разтвор“ е публикувана през 1927 г. След завръщането си в България пише научни и научно-популярни статии в различни издания - сп. „Химия и индустрия, сп. „Списание на българското инженерно-архитектурно дружество“, сп. „Известия на Балнеоложкото дружество“, сп. „Акцизен преглед“, в. „Мир“ и други. Изследва минералните извори в България.
През 30-те години на ХХ век работи като началник на секцията по металургия, химическите и механически изследвания при Министерството на търговията, промишлеността и труда.
През 1933 година публикува монографията си „Нашите радиеви руди“. Завежда катедрата по Неорганична химична технология при Държавната политехника. Изследва съдържанието на титан в Черноморския пясък.
През 40-те години на ХХ век е извънреден професор по неорганична химия на технология при Държавната политехника, а по-късно завежда катедрата по металургия и механична технология във Висшия химикотехнологичен институт.
През втората половина на 50-те и началото на 60-те години работи върху проблеми на металургията. Автор е на редица издания, посветени на металургията на чугуна. През същата година е награден с орден „Червено знаме на труда“ и с печатната значка „Отличник“ на Комитета по химия и металургия.

## Архивно наследство
Личният му архив се съхранява във фонд 1385К в Централния държавен архив. Той се състои от 112 архивни единици от периода 1894–1973 година.